# Gaudí a la millor direcció artística
La següent llista és la de les candidatures nominades i guanyadores del Premi Gaudí a la Millor direcció artística, des de l'any 2009, quan es van crear.

## Palmarès

### Dècada dels 2000
| Any  | Persones                      | Pel·lícula                   |
| ---- | ----------------------------- | ---------------------------- |
| 2009 | Alain Bainée                  | Transsiberià                 |
| 2009 | Leo Casamitjana               | Benvingut a Farewell-Gutmann |
| 2009 | Damianos Zarifis i Oriol Puig | El Greco                     |
| 2009 | Bel·lo Torras                 | Forasters                    |

### Dècada dels 2010
| Any  | Persones                                  | Pel·lícula                   |
| ---- | ----------------------------------------- | ---------------------------- |
| 2010 | Antonio Belart                            | The frost                    |
| 2010 | Marta Blasco i Juan Botella Ruiz-Castillo | La dona de l'anarquista      |
| 2010 | Sebastián Roses i Maruxa Alvar            | Negro Buenos Aires           |
| 2010 | Elisabeth Díaz                            | Trash                        |
| 2011 | Ana Alvargonzález                         | Pa negre                     |
| 2011 | Maria de la Cámara i Gabriel Paré         | Buried                       |
| 2011 | Joan Sabaté                               | Herois                       |
| 2011 | Balter Gallart                            | Els ulls de la Júlia         |
| 2012 | Laia Colet                                | Eva                          |
| 2012 | Javier Alvariño                           | Mentre dorms                 |
| 2012 | Antxón Gómez                              | Bruc. La llegenda            |
| 2012 | Javier Mariscal                           | Chico i Rita                 |
| 2013 | Alain Bainée                              | Blancaneu                    |
| 2013 | Gemma Fauria                              | REC 3: Gènesi                |
| 2013 | Balter Gallart                            | The Pelayos                  |
| 2013 | Irene Montcada                            | El bosc                      |
| 2014 | Balter Gallart                            | Els últims dies              |
| 2014 | Alain Bainée                              | Mindscape                    |
| 2014 | Sylvia Steinbrecht                        | 3 bodas de más               |
| 2014 | Sebastian Vogler i Mihnea Mihailescu      | Història de la meva mort     |
| 2015 | Sebastián Vogler                          | Stella Cadente               |
| 2015 | Anna Pujol Tauler                         | Rastres de sàndal            |
| 2015 | Antón Laguna                              | El Niño                      |
| 2015 | Javier Alvariño                           | REC 4: Apocalipsi            |
| 2016 | Balter Gallart                            | Anacleto: Agent secret       |
| 2016 | Alain Bainée                              | Ningú no vol la nit          |
| 2016 | Alain Ortiz                               | El Rey de La Habana          |
| 2016 | Irene Montcada                            | Truman                       |
| 2017 | Eugenio Caballero                         | A monster calls              |
| 2017 | Roger Bellés                              | La propera pell              |
| 2017 | Sebastian Vogler                          | La mort de Lluís XIV         |
| 2017 | Sylvia Steinbrecht                        | El rei borni                 |
| 2018 | Llorenç Miquel                            | La llibreria                 |
| 2018 | Ana Alvargonzález                         | Incerta glòria               |
| 2018 | Monica Bernuy                             | Estiu 1993                   |
| 2018 | Tim Dickel                                | Anchor and Hope              |
| 2019 | Rosa Ros                                  | El fotògraf de Mauthausen    |
| 2019 | Balter Gallart                            | Superlópez                   |
| 2019 | Laia Ateca                                | Quién te cantará             |
| 2019 | Mireia Carles                             | Viaje al cuarto de una madre |

### Dècada dels 2020
| Any                 | Persones             | Pel·lícula                       |
| ------------------- | -------------------- | -------------------------------- |
| 2020                | Sylvia Steinbrecht   | Elisa y Marcela                  |
| 2020                | Ana Pons-Formosa     | Els dies que vindran             |
| 2020                | Laia Colet           | Paradise Hills                   |
| 2020                | Marta Bazaco         | La hija de un ladrón             |
| 2021                | Lluís Danés          | La vampira de Barcelona          |
| 2021                | Anna Pujol           | Sentimental                      |
| 2021                | Balter Gallart       | No matarás                       |
| 2021                | Monica Bernuy        | Las niñas                        |
| 2022                | Balter Gallart       | Las leyes de la frontera         |
| 2022                | Susy Gómez           | El ventre del mar                |
| 2022                | Laia Colet           | Love Gets a Room                 |
| 2022                | Marta Bazaco         | Libertad                         |
| 2023                | Sebastian Vogler     | Pacifiction                      |
| 2023                | Laia Colet           | Un año, una noche                |
| 2023                | Isona Rigau Heras    | Suro                             |
| 2023                | Sylvia Steinbrecht   | Los renglones torcidos de Dios   |
| 2024                | Marc Pou             | Saben aquell                     |
| 2024                | Sylvia Steinbrecht   | Creatura                         |
| 2024                | Josep Rosell i Palau | El mestre que va prometre el mar |
| 2024                | Izaskun Urkijo       | 20.000 espècies d'abelles        |
| 2025                |                      |                                  |
| Irene Montcada      | L'abadessa           |                                  |
| Laia Ateca          | Polvo serán          |                                  |
| Marta Bazaco        | El 47                |                                  |
| Núria Guàrdia Allué | Casa en flames       |                                  |